# Rocche del Roero
Le Rocche del Roero, caratteristiche dell'omonima zona denominata Roero (Piemonte), sono un'area del Piemonte risultato di un fenomeno geologico di erosione caratterizzato da forre profonde e calanchi pittoreschi, generatisi in seguito all'evento cosiddetto della “cattura del Tanaro”.

## Clima
Il Roero è una regione a clima tendenzialmente continentale e arido, con limitato eccesso di precipitazioni stagionali ed estati calde. La relativa aridità della zona deriva soprattutto dalla presenza orografica dell'Appennino Ligure che porta al quasi totale scaricamento dell'umidità dei venti ascendenti umidi di origine marina, riducendo fortemente il loro potenziale imbrifero. I dati sulle precipitazioni medie sono tra i più bassi della provincia di Cuneo. La temperatura media annua (da dati del Museo di Scienze Naturali di Bra) risulta essere di 12,3 °C: sono dati riferiti al periodo 1862-1970 e avevano visto una tendenza a crescere di 0,7 °C all'anno.
Nelle Rocche, microclimi diversi coabitano in poche centinaia di metri di altitudine. Alla base di calanchi e forre si creano microclimi umidi e ombreggiati, mentre sulle creste si ha un forte irraggiamento solare e clima secco dovuto alla forte esposizione ai venti; non mancano però zone in esposizione geografica ottimale, forte pendio, un buon angolo di incidenza dei raggi solari anche durante l'inverno e un sufficiente riparo dai venti settentrionali.

## Flora

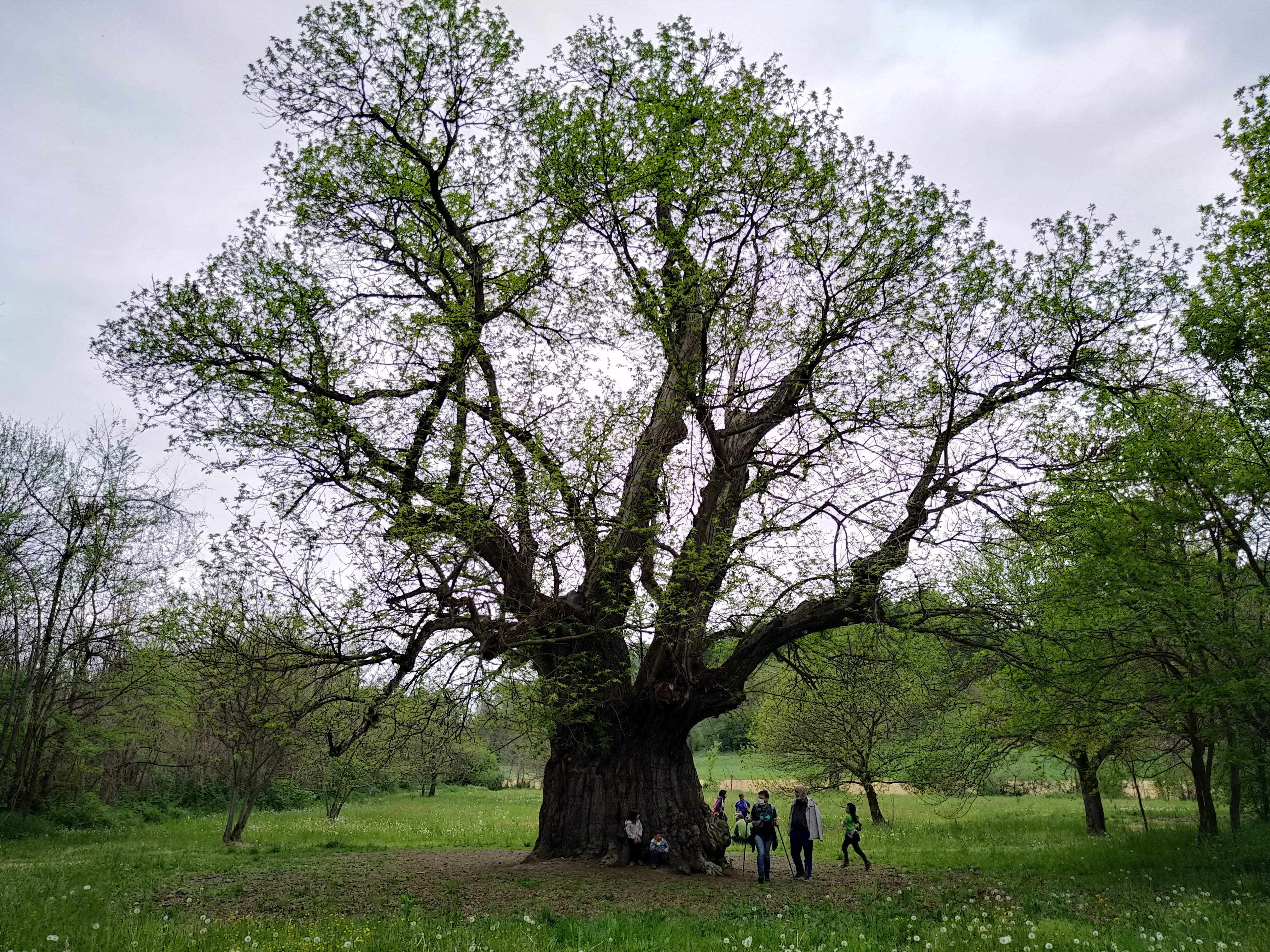
L'albero monumentale detto "Castagna Granda"

La flora è molto diversificata per i diversi microclimi che si presentano. 
Sulle creste si hanno specie xerofile, a ridotte esigenze idriche: oltre al pino silvestre e alla roverella (boschi residuali dell'antica Silva Popularis), troviamo il ginepro (Juniperus communis), il ligustro (Ligustrum vulgare), il biancospino (Crataegus monogyna), il viburno (Viburnum lantana), le ginestre (Genista germanica e Chamaecytisus hirsutus), la festuca (Festuca tenuifolia), l'erba lucciola (Luzula nivea). Data la povertà e aridità del suolo, il sottobosco è relativamente povero nonostante la buona luminosità: si notano le fioriture della pilosella (Hieracium pilosella) e della prunella gialla (Prunella laciniata), mentre lo spinoso eringio (Eryngium campestre) presenta una colorazione glaucescente.
Alla base delle Rocche, nelle zone ombrose e umide, prosperano invece specie idrofile, come asfodeli (Asphodelus albus), anemoni (ad esempio l'Anemone nemorosa), felci ed equiseti (Equisetum palustre ed Equisetum telmateia) per quanto riguarda lo strato erbaceo; salici bianchi (Salix Alba), salici rossi in minor misura (Salix purpurea), ontani (Alnus spp.) e pioppi (Populus spp.) relativamente la componente arbustiva.

## Fauna

### Anfibi e rettili
Nel sottobosco sono presenti la salamandra (Salamandra salamandra), la Rana dalmatina, la biscia d'acqua (Natrix natrix), il biacco (Coluber viridiflavus) e non è rara la vipera (Vipera aspis).

### Uccelli
L'estesa copertura boschiva consente la nidificazione di molte specie di uccelli in tutto il Roero. In particolare la zona delle Rocche è caratterizzata dalla presenza del gruccione (Merops apiaster) e della colombella (Columba oenas) che ritrovano un ambiente ideale in quanto nidificano in cavità scavate nelle sabbie. Sono presenti anche numerose specie di rapaci notturni, tra le quali il gufo (Asio otus), l'assiolo (Otus scops), l'allocco (Strix aluco) e la civetta (Athene notcua). Una specie che predilige le radure e le tagliate fra i boschi di pini sui versanti soleggiati è il succiacapre (Caprimulgus europaeus), un uccello notturno.

### Mammiferi
Tra i mammiferi si trovano tra gli altri il riccio, lo scoiattolo, il ghiro, il moscardino, la volpe, il tasso, la donnola, la faina, il capriolo, pipistrello nano, la talpa, la lepre comune, la nutria.

## Geologia

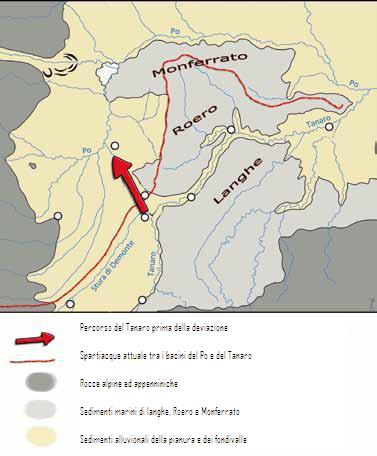
La cattura del Tanaro

Circa 250.000 anni fa la zona si presentava come un liscio altipiano da poco emerso dal mare, composto da sedimenti di sabbie e ciottoli facilmente erodibili. Fino ad allora il Tanaro, che nasce sulle Alpi liguri, scorreva verso nord-ovest e confluiva nel Po all'altezza di Carignano. 
Avvenne che un corso d'acqua estraneo che scorreva in direzione est nei terreni dell'Albese (all'incirca dove oggi scorre il Tanaro) cominciò ad erodere sempre più il terreno a causa di piene e alluvioni, fino a catturare il Paleo-Tanaro e a deviarne il corso. A questo punto il Paleo-Tanaro di Carmagnola si prosciugò completamente e il nuovo corso d'acqua si mise a scorrere verso l'Alessandrino dove ancora oggi confluisce nel Po.
La nuova confluenza del Tanaro nel Po si veniva a trovare circa 100 metri più in basso rispetto alla quota altimetrica dell'antica confluenza di Carignano; in questo modo il fiume, a causa della maggiore inclinazione del suo letto, si trovava a scorrere in maniera più impetuosa di prima, creando fenomeni di erosione maggiore in tutta la vallata di scorrimento.
Per essere in equilibrio con la nuova situazione tutti gli affluenti ereditati dal vecchio corso, sia in sponda destra (Langhe) che sinistra (Roero), si adattarono alle nuove condizioni. I corsi d'acqua del Roero cominciarono ad arretrare verso la nuova valle del Tanaro, incidendo i terreni sabbiosi dell'Astiano.

### Reperti fossili

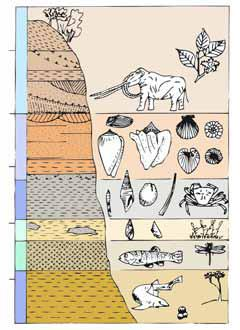
Profilo geologico delle Rocche

La stratificazione geologica delle Rocche presenta numerosi elementi al cui interno spesso si possono trovare testimonianze fossili che hanno permesso la datazione degli strati e hanno fornito informazioni sull'evoluzione delle condizioni ambientali e climatiche del Roero, nei milioni di anni che precedettero la formazione dei calanchi e delle forre.
Partendo dalla base del profilo si incontrano le seguenti formazioni geologiche:
- Marne di Sant'Agata Fossili (Tortoniano-Messiniano inferiore). Rinvenuti fossili di piccole palme, di foraminiferi e di una specie di squalo ormai estinta, elementi indicatori di un ambiente marino profondo, il Bacino Terziario Piemontese.
- Formazione gessoso-solfifera (Messiniano). Rinvenuti fossili di Aphanius crassicaudus, un pesce caratteristico per lo sviluppo anomalo dello scheletro dovuto all'ipersalinità e di una specie di libella, l'Oryctodiplax gypsorum, specie resistenti ad un ambiente fortemente salino, formatosi in seguito all'isolamento del Mediterraneo e al suo successivo prosciugamento. In generale, numerosi i resti fossili di vegetali e animali perché l'ambiente non consentiva la sopravvivenza di organismi decompositori.
- Facies a Congerie (Messiniano superiore). Rinvenuti fossili di molluschi (gasteropodi, bivalvi) e di piante erbacee, tipiche di un ambiente di delta e di palude, segno che le lagune dell'attuale Roero, si stavano anch'esse prosciugando, ricevendo i sedimenti da parte dei corsi d'acqua.
- Argille di Lugagnano o Argille Azzurre (Pliocene inferiore). Rinvenuti fossili nuovamente di origine marina, segno di un ritorno del mare a seguito della riapertura dello Stretto di Gibilterra. Molluschi (gasteropodi, bivalvi, scafopodi..) e crostacei.
- Sabbie di Asti (Pliocene medio). Rinvenuti fossili di tipo marino tra cui molluschi e cefalopodi, ma all'interno di un deposito sabbioso, indicatore di una progressiva regressione del mare dovuta al sollevamento crostale in corso nell'area del Bacino Terziario Piemontese.
- Complesso Villafranchiano (Pliocene superiore – Pleistocene). Rinvenuti fossili di vegetali e animali, quali il mastodonte Anancus arvenensis, rinoceronti, bovidi, iene, su depositi di ghiaie incoerenti e paleosuoli maturati in seguito al definitivo ritiro del mare.

## Economia
La zona delle rocche è nota per i suoi tartufi. Tuber magnatum Pico, conosciuto come "tartufo bianco", cresce bene nelle sciolte ed asciutte sabbie del Roero, in cui la componente calcarea del suolo fornisce un ambiente chimico ottimale. Il fungo ipogeo cresce in simbiosi con latifoglie (pioppi, tigli, querce, ecc.).

## Folklore
“La leggenda vuole Belzebù stesso come artefice delle Rocche. Si racconta che alcuni castellani e feudatari delle terre poste alla confluenza tra Tanaro e Stura, desiderosi di sottrarsi alla presenza dei tiranni, avessero deciso di costruire una roccaforte. Per renderla inespugnabile occorreva rimodellare e alzare il territorio, ma l'impresa sembrava impossibile. Improvvisamente dalle acque del Tanaro emerse Belzebù che, pattuita la contropartita in anime, si mise al lavoro. Con un cesto ed una vanga grandi come non se ne erano mai visti, si avviò verso le colline di Pocapaglia, dove scavò per una notte intera. La mattina erano sorte l'erta di Cherasco e le rocche di Pocapaglia e del Roero”.

## Galleria d'immagini

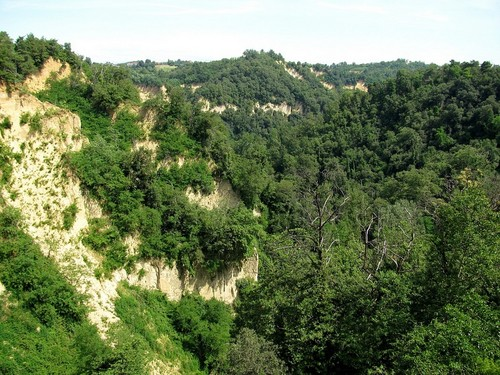
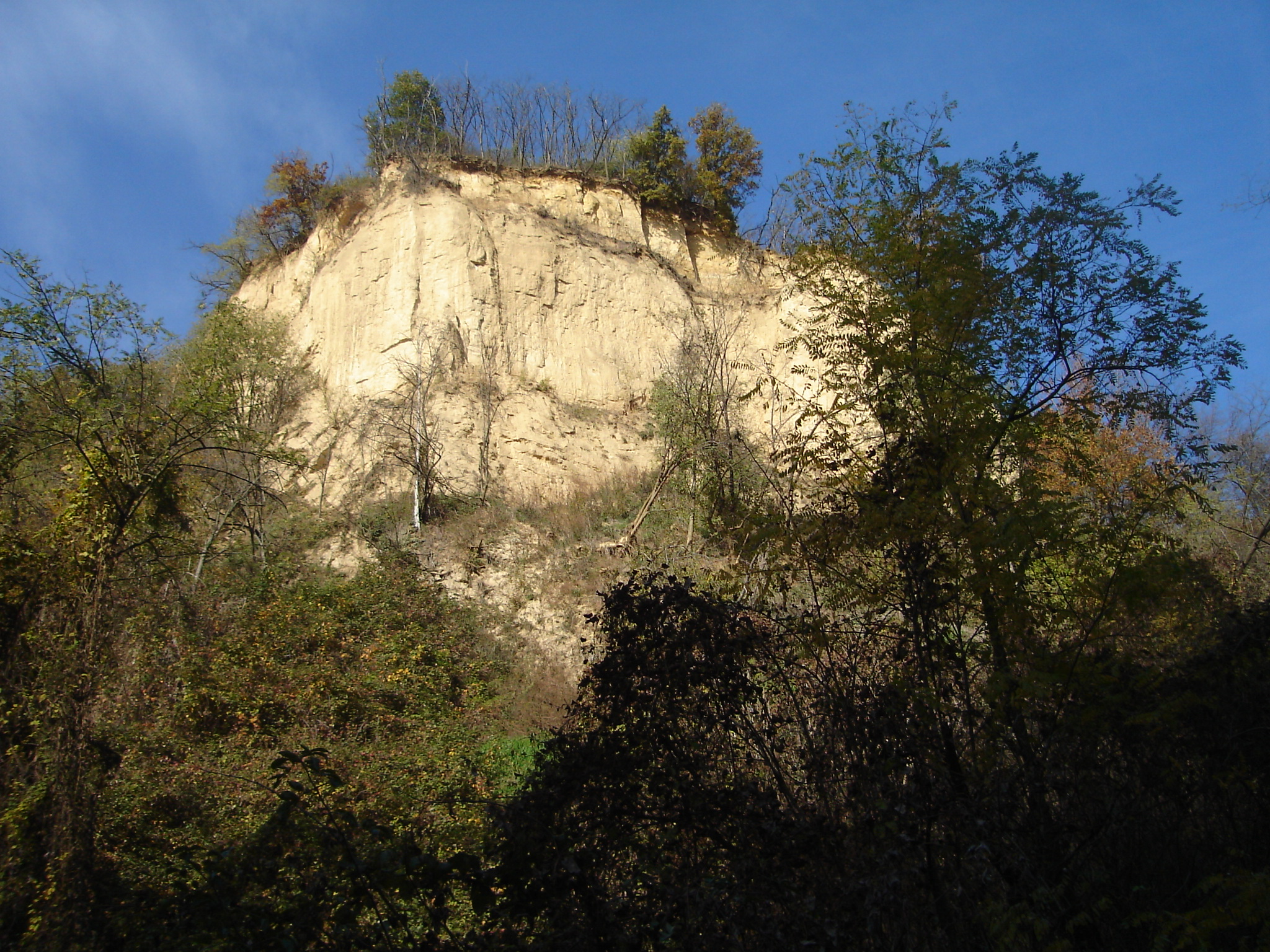
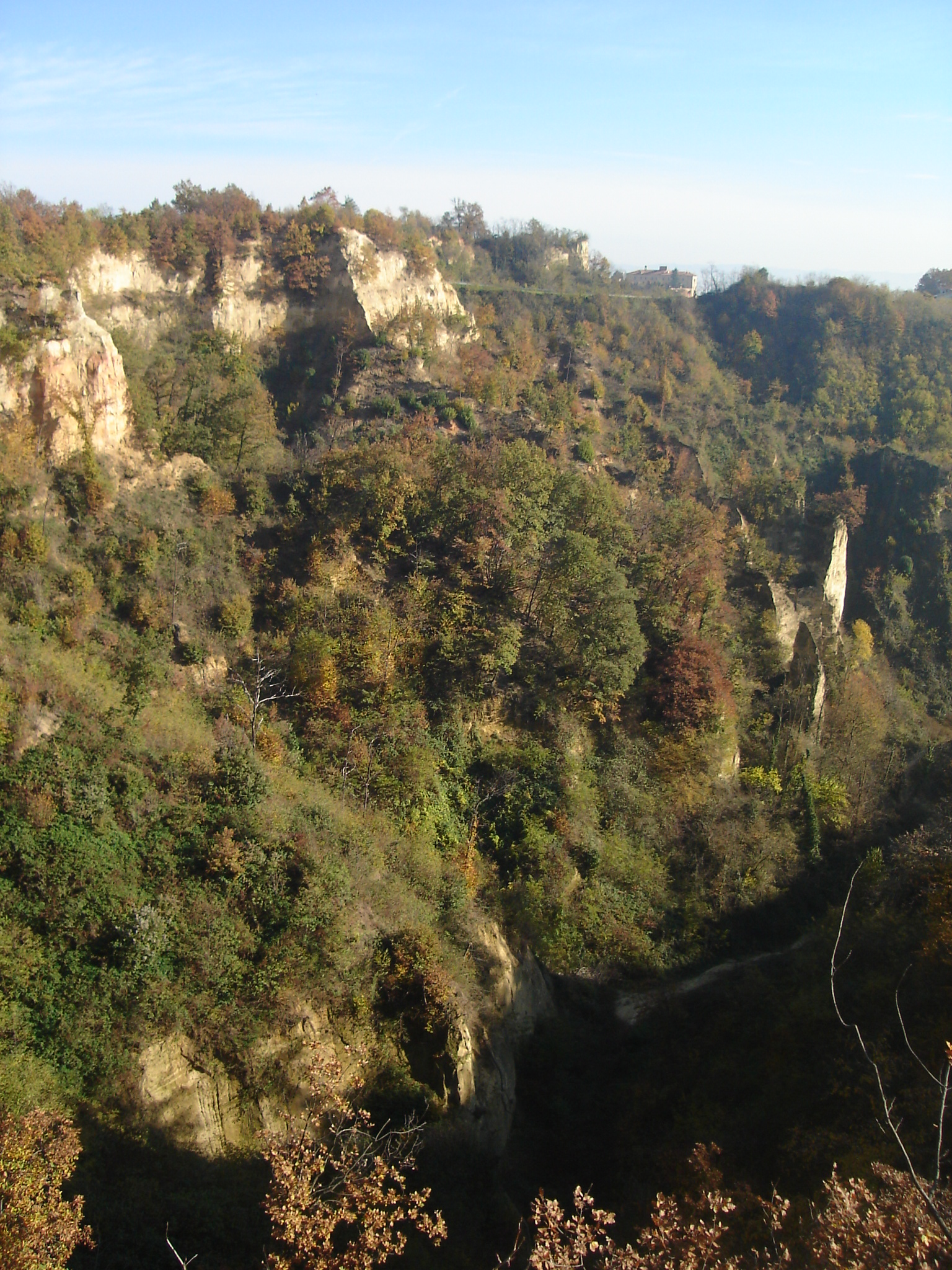
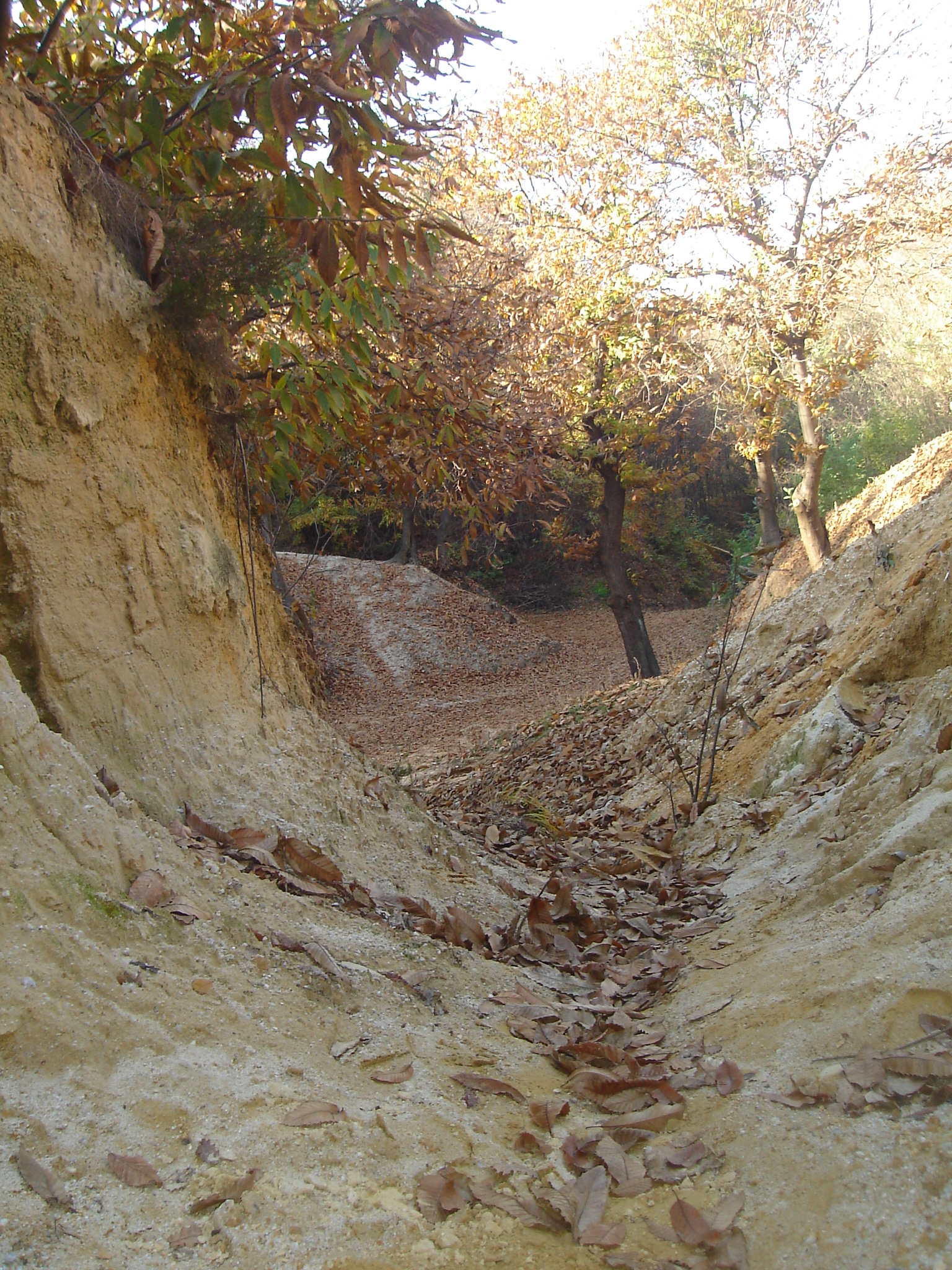

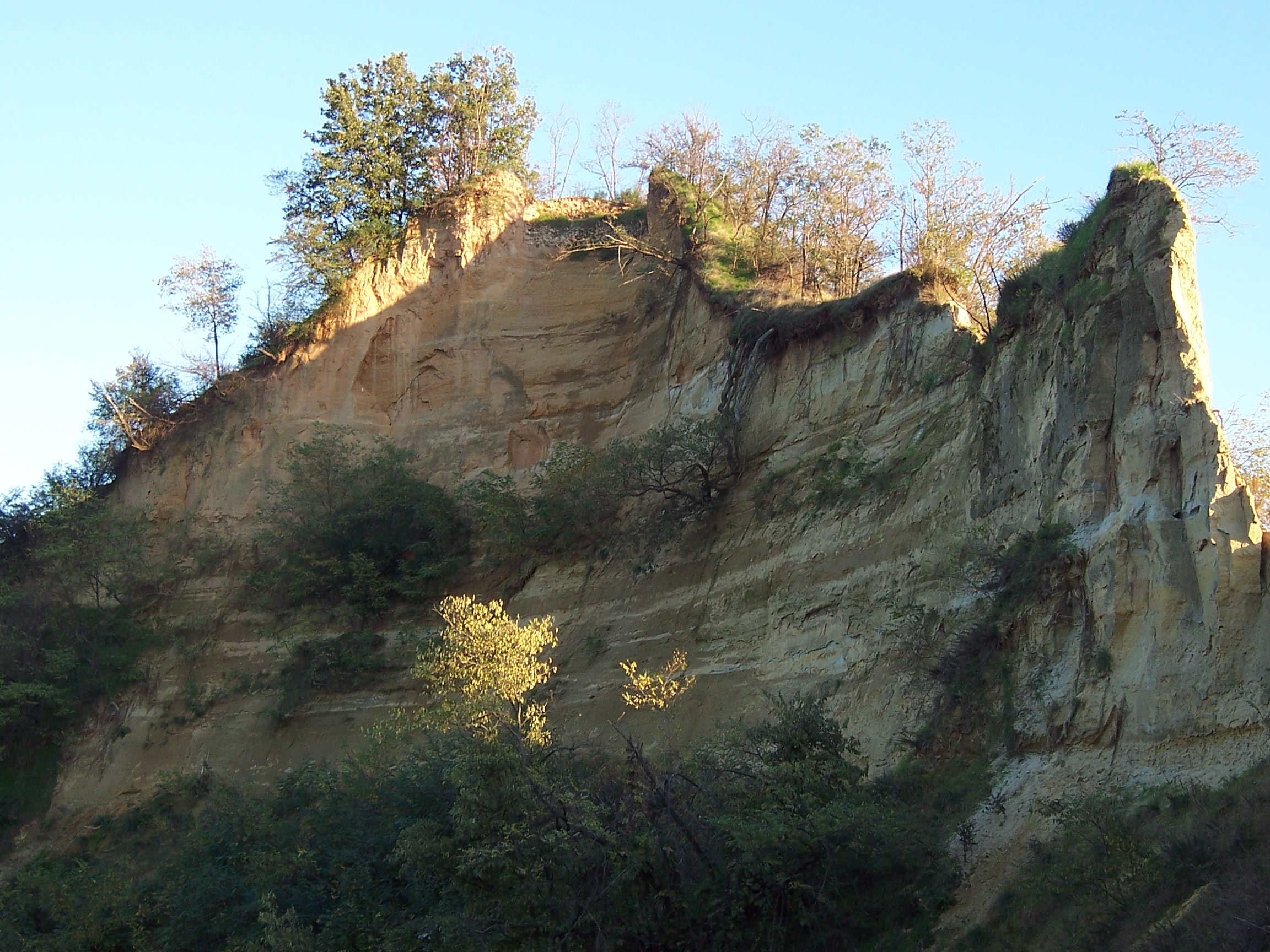
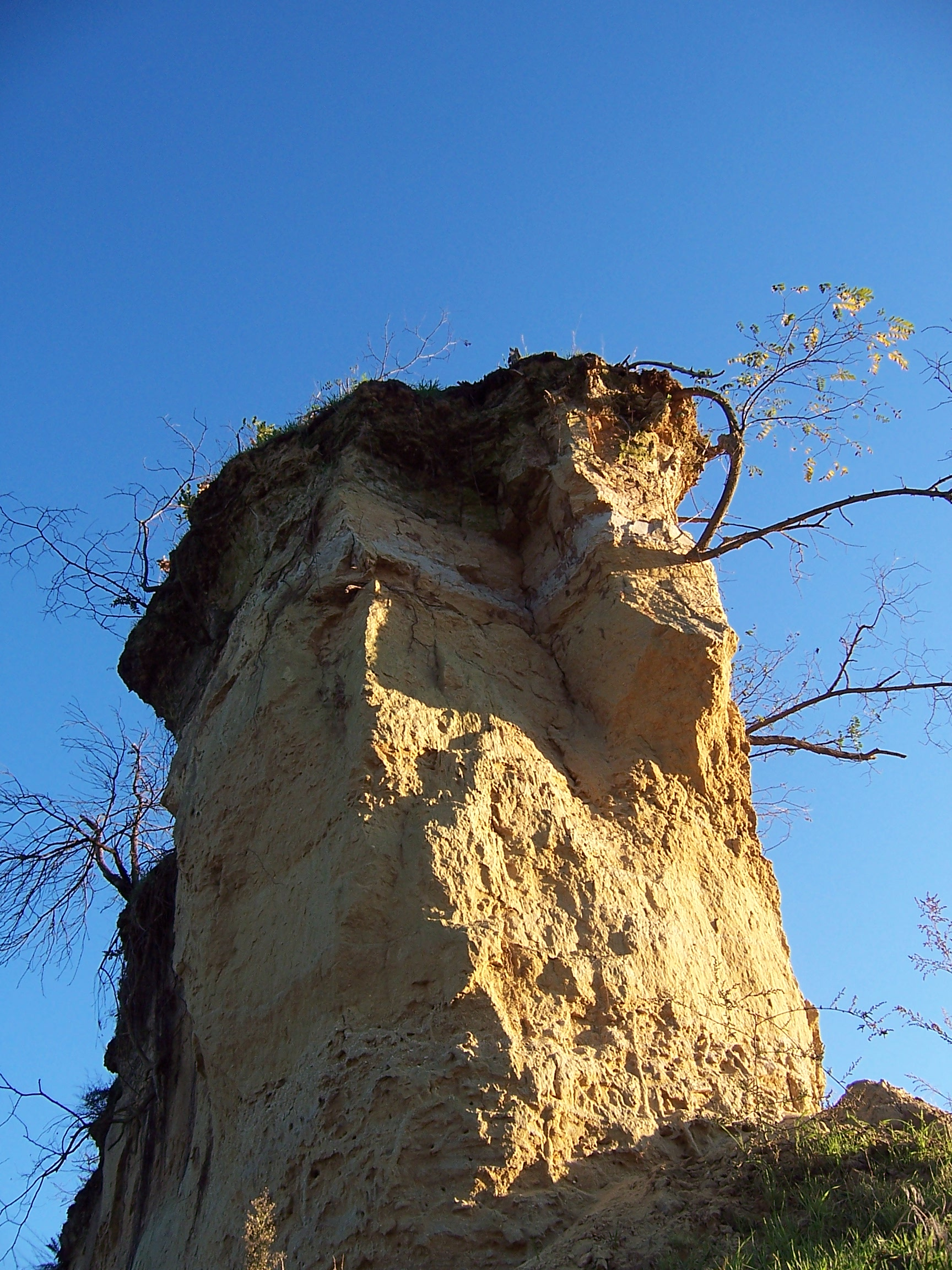
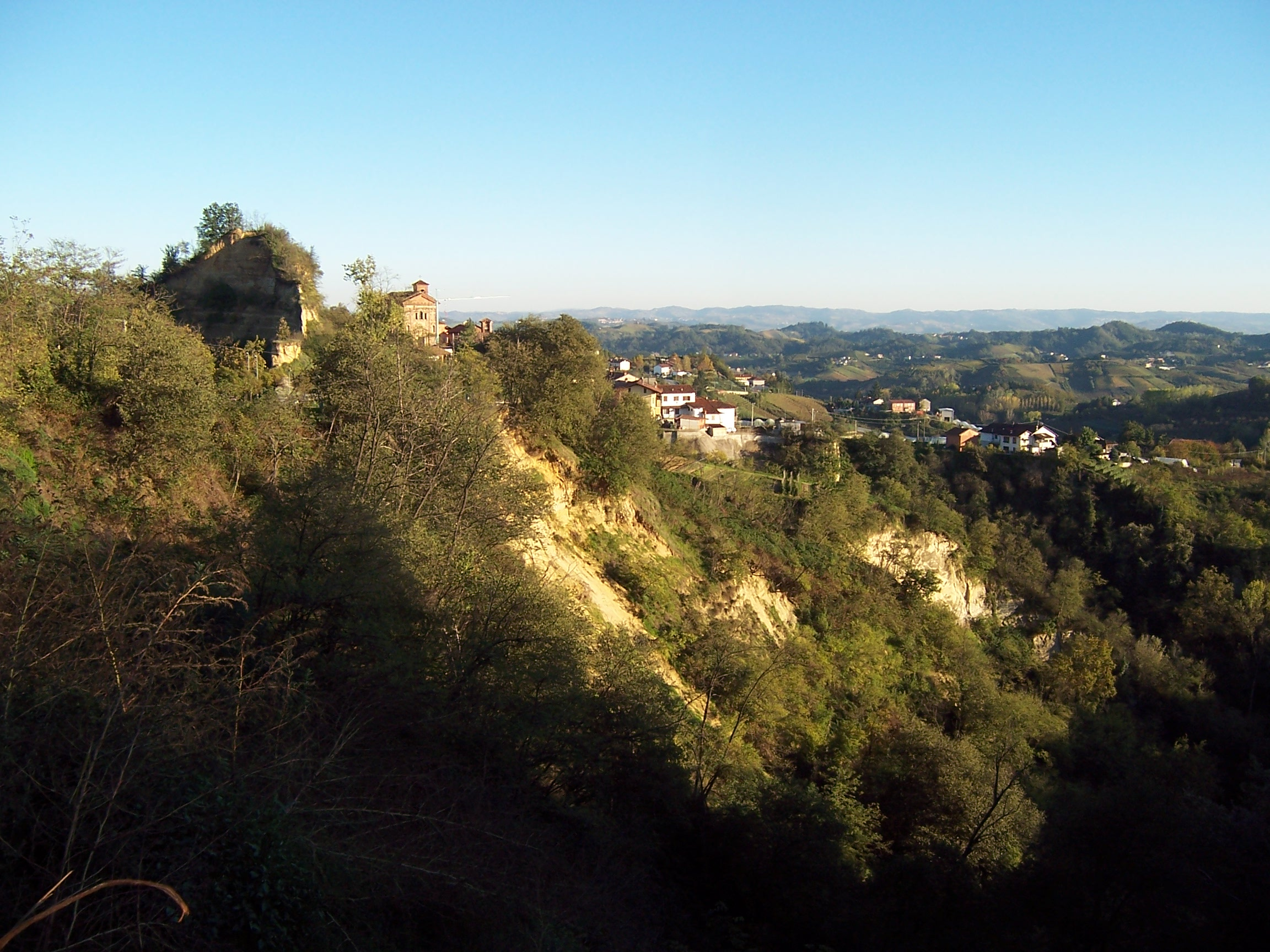
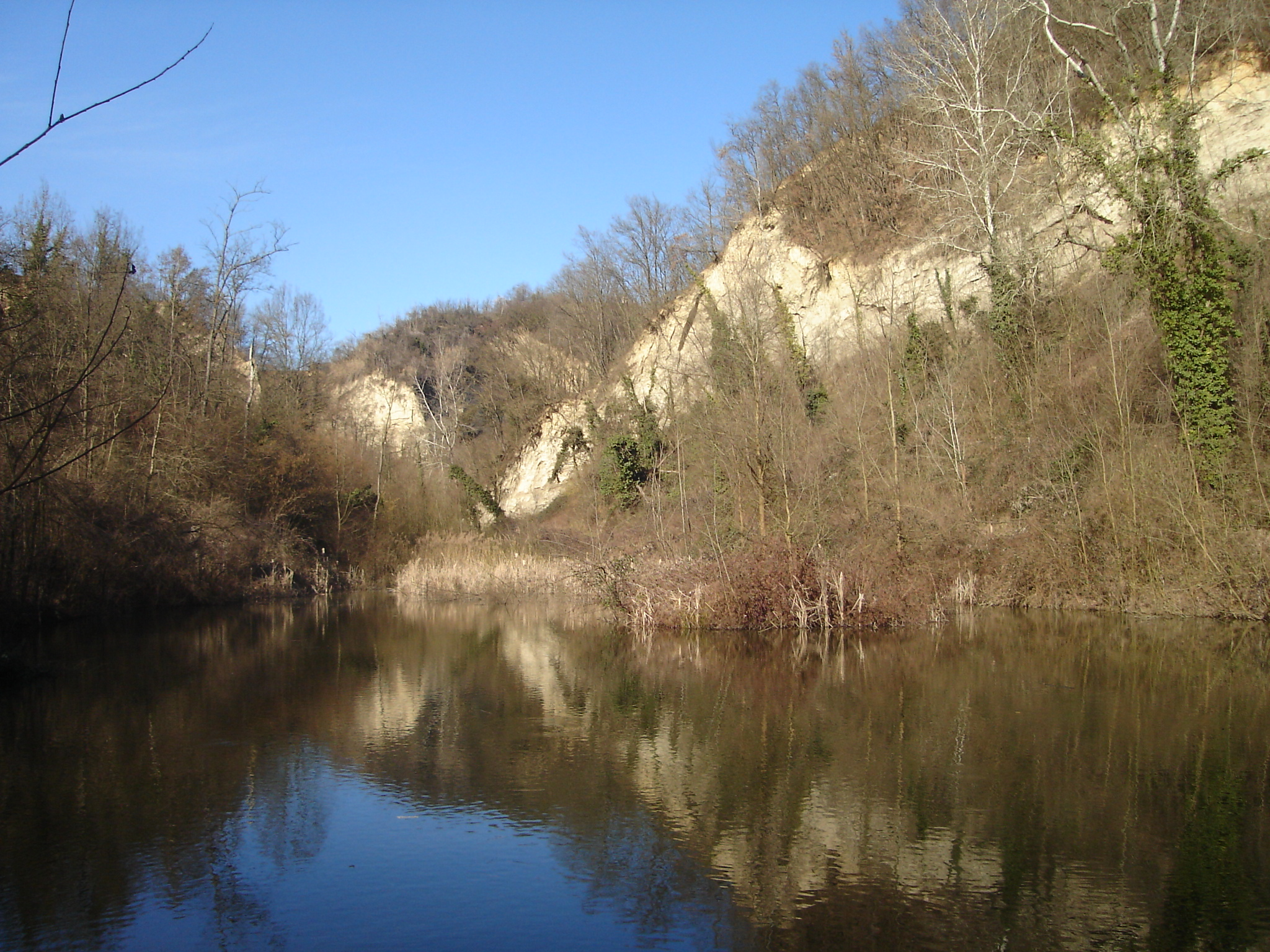